# Sea Shepherd Conservation Society
Sea Shepherd Conservation Society (SSCS) er en international non-profit radikal dyreværnsorganisation der vil beskytte havets havpattedyr og fisk. Organisationen blev stiftet i 1977, af canadieren Paul Watson, der seks år tidligere var medstifter at Green Peace. Sea Shepherd anvender direkte aktioner for at afsløre og konfrontere handlinger på havet, som de anser er ulovlig eller urimelige. Hensigten er at beskytte og bevare maritime økosystemer og dyrearter. Organisationen har sit hovedkvarter i Friday Harbor i delstaten Washington i USA. Sea Shepherd blev oprettet i 1977 som Earthforce Environmental Society af canadieren Paul Watson, et stiftende medlem af Greenpeace som valgte at forlade Greenpeace da de arbejdede alt for politisk, og Watson mente at direkte aktion var vejen frem i miljøkampen. Sea Shepherd har fået støtte for sine aktioner mod hvalfangst, delfiner og sæljagt, men kritikere har karakteriseret Sea Shepherds aktioner som konfronterende, der til tider anvender voldelige taktik. Sea Shepherd er også blevet karakteriseret som økoterrorister af Japan og af norske politikere.

## Mission
I "Sea Shepherd's Mission Statement", udtaler organisationen at deres mission er at stoppe miljøødelæggelsen og slagtningen af dyreliv i verdenshavene med henblik på bevare og beskytte økosystemet og dyrearter.
Endvidere fremgår det af missionen, at Sea Shepherd benytter nyskabende taktikker til brug for undersøgelse og dokumentation samt foretager handling, når det er nødvendigt for at afsløre og konfrontere illegale aktiviteter på havet. Ved at beskytte nedbrydningen af ocean-økosystemerne arbejder Sea Shepherd for at sikre fremtidige generationers overlevelse.

## Organisering

### Hjemsted
Sea Shepherd Conservation Society (SSCS) har hovedkvarter i Amsterdam, Holland. Desuden har SSCS over 30 afdelinger i forskellige lande. Deriblandt er Danmark, Canada, Ecuador, Singapore og Frankrig.

### Bestyrelse
Bestyrelsen for Sea Shepherd Conservation Society foretager alle strategiske beslutninger for organisationen. Bestyrelsen varetager arbejdet uden kompensation eller andre former for vederlag.

### Finansiering
Sea Shepherd Conservation Society finder økonomi og arbejdskraft til sit virke gennem donationer og gavevirksomhed samt frivilligt arbejdskraft.

### Aktiver
Sea Shepherd Conservation Society ejer følgende skibe: Bob Barker, Steve Irwin, Sam Simon og Brigitte Bardot. Desuden ejer Sea Shepherd Conservation Society en helikopter.

### Tidligere flåde
Sea Shepherd Conservation Society har tidligere ejet følgende skibe: Ady Gil, Farley Mowat, Sea Shepherd I og Sea Shepherd II.

### Nuværende flåde
- Bob Barker ligger for havn.
- Steve Irwin lagde for anker i West India Docks, London, 2011.
- Sam Simon i Hobart Havn, Tasmania i december 2012.
- Brigitte Bardot, før Gojira i dok, Hobart Havn, Tasmania, 2010.

## Historie
Sea Shepherd Conservation Society (SSCS) blev formelt oprettet i staten Oregon i USA i 1981. Forud for dette blev idégrundlaget for Sea Shepherd udformet, da kaptajn Paul Watson stiftede organisationen "Earth Force Society" i 1977 i Vancouver, Canada.
I 1978 anskaffede SSCS sin første trawler med finansiel støtte fra organisationen Cleveland Amory of the Fund for Animals og navngav skibet Sea Shepherd. Skibet første mission var at sejle til Østcanada for at gribe ind over for den årlige aflivning af babysæler. Samme år stoppede Sea Shepherd losningen af hvalfangst i portugisisk havn.
Sidenhen har Sea Shepherd udført mere end 200 sørejser på verdens oceaner med sine skibe.
Sea Shepherds virkemidler har blandt andet været at dokumentere slagtningen af 90.000 øresæler på den vestafrikanske kyst. I forbindelse med filmoptagelserne af denne slagtning har den namibiske regering erklæret Sea Shepherd for en "trussel mod den nationale sikkerhed". Sea Shepherd aktionerer også mod hvalfangere med laserlys, der er designet til ikke at forårsage øjenskader, 2009 kastede japanske hvalfangere granater mod Sea Shepherd bådene, og Sea Shepherd reagerede med at kaste flasker fyldt med ildelugtende smørsyre på det japanske skibsdæk.
Sea Shepherd udtaler, at deres aktioner er nødvendige, da det internationale samfund ifølge organisationen har vist sig uvillig til at forhindre hvalfangst og fiskeri efter udrydningstruede arter. FBI. Grindehvaler ved Færøerne er ikke truede, og de slagtes til mad og deles ud gratis i lokalområdet. Sea Shepherd mener, at færinger ikke har brug for kødet, da de kan købe kød og anden importeret mad i supermarkeder. Sea Shepherd Danmarks næstformand, Valentina Crast, sagde i DR2's udsendelse Deadline med Martin Krasnik som vært, at færinger kunne spise ris, bønner og papaya. Hverken ris, bønner eller papaya kan dyrkes på Færøerne, da det er for koldt med en årlig gennemsnitstemperatur på 6,5 °C, de nævnte fødevarer må transporteres fra andre lande. De fleste madvarer som importeres til Færøerne, importeres via Danmark, der ligger i en afstand af 36 timer med færge/fragtskib eller to timer med fly.
Sea Shepherd har flere gange haft aktioner mod hvalfangst i Norge. 3. juledag 1992 forsøgte de at sænke hvalfangstbåden Nybræna. Naturværnforbundet i Troms mener, at miljøorganisationens aktioner ikke er særlig miljøvenlig. Den norske miljøorganisation støtter de norske hvalfangere, og mener, at de driver en bæredygtig fangst af havets resurser.
Federal Bureau of Investigation. 12. februar 2002 og Japan betegner Sea Shepherd Conservation Society som økoterrorister.
Sea Shepherd Conservation Society har kampagner flere steder i verden som specielt er rettet mod jagt og slagtning af hvaler, men også mod jagt af andre vilde havdyr, f.eks. slagtning af babysæler i Canada og sæler i Grønland. Siden 2003 har de ført kampagner mod japanske hvalfangstskibe ved Antarktis, der jager mink- og finhvaler. Kampagnen mod babysælerne i Canada påvirkede de grønlandske sælfangst af voksne sæler og ødelagde salget af pelsen. Grønlændere havde aldrig drevet jagt på babysæler, sådan som det var almindeligt i Canada, og sælen var ikke en truet dyreart, men alligevel så ødelagde miljøorganisationer denne levevej for grønlændere, det var dog mere Green Peace, det var før Sea Shepherd blev etableret. I et læserbrev i Information i 2000 kalder debattøren, Steen Winther Clausen, Sea Shepherds handlinger for en pseudo-religiøs dyrkelse af hvalen.
Sea Shepherd har haft kampagner mod grindedrab på Færøerne flere gange: i 1986, 2000, 2010, 2011, 2014 og 2015.

### 1986
I 1986 påtog Sea Shepherd sig skylden for aktioner mod en hvalstation i Hvalfjörður i Island, hvor to af Islands fire hvalfangstskibe Hvalur 6 and Hvalur 7 blev sænket af Sea Shepherd. Denne mission stoppede islandsk kommercielle hvalfangst aktivitet for de næste 16 år.

### 2014 - Guatemala
Sea Sheperd blev i 2014 bedt om at bistå Guatemalas fiskeriinspektion med hjælp til at patruljere i landets territorialfarvand i Stillehavet i forsøget på at dæmme op for det ulovlige fiskeri, der foregår af beskyttede fiskearter. Samtidig er Sea Shepherd med i statskontrollerede operationer mod illegalt fiskeri ved Galápagosøerne (Ecuador) og ud for Senegals kyst.

### 2014 - GrindStop 2014 på Færøerne
I perioden juni til oktober 2014 førte Sea Shepherd en kampagne på Færøerne, som de kaldte 'GrindStop 2014'. I denne anledning var Sea Shepherds tilhængere fra hele verden placeret ved alle relevante fjorde, hvor de holdt øje med, om der skulle komme en flok grindehvaler og i så fald forhindre, at grindedrab finder sted.

### 2015 - Sleppið Grindini 2015 på Færøerne
Sea Shepherd havde igen en kampagne mod grindefangst på Færøerne i 2015. Kampagnen startede midt i juni og fortsatte indtil starten af oktober 2015. Der var ikke lige så mange aktivister med i kampagnen som året før, og Sea Shepherds plan var, at de ikke skulle stå og holde udkig ved alle fangststrande, der af færøske myndigheder er godkendte til grindefangst. I stedet skulle de være mere på havet i deres skibe og både.
Den 23. juli 2015 blev to flokke af grindehvaler fundet ved Færøerne og begge flokke blev slagtet. Den første flok blev fundet ved øen Mykines, det var nogle udenlandske turister, som var på Mykineshólmur (holmen vest for Mykines), som så grindehvalerne og gav besked til myndighederne. Politiet fik besked om grinden fra sysselmanden i Vágar, klokken 13.23. Både ankom til grindehvalerne og flokken blev derefter drevet ind til bygden Bøur på øen Vágar, som ligger øst for Mykines, det er den nærmeste godkendte hvalstand. Grindehvalerne strandede klokken 17.06 og slagtningen startede inde på stranden. Det hele gik ifølge den lokale sysselmand godt og hurtigt. Politiet og skibe fra det danske Søværn var til stede for at sørge for, at færinger kunne slagte grindehvalerne uden indblanding fra Sea Shepherd. Folk fra Sea Shepherd var på stedet og forsøgte at forstyrre hvalfangsten, men politiet greb ind og arresterede i alt fire medlemmer, to på havet og to på land. Andre Sea Shepherd personer stod i nærheden og optog det hele på video, som de senere lagde på internettet og delte på de sociale medier. Havet som var farvet rødt af hvalernes blod skabte stor medieomtale i flere lande, både nordiske og andre lande.
Senere samme dag, kort før midnat, blev en anden flok grindehvaler fundet i nærheden af øen Nólsoy, som ligger ud for Tórshavn, det var personer på Nólsoy som havde set grindehvalerne, politiet fik besked klokken 21.52. Grindeflokken blev af både drevet til Tórshavn, men de ventede ca. 15 minutter udenfor havnen, på at der skulle være tilstrækkeligt med grindemænd på stranden, for det er ikke tilladt at slagte grindehvaler fra bådene, det må kun gøres inde fra land, efter at grindehvalerne er strandet. Ca. 130 grindehvaler blev slagtet i Sandagerð i Tórshavn, og ifølge Færøernes Politi, var slagtningen overstået kl. 23.40. En 23-årig mand fra Sea Shepherd blev arresteret på stranden, da han forsøgte at blande sig og nægtede at adlyde ordrer fra politiet.
Tre dage efter de to grindedrab på Færøerne, om søndagen den 26. juli, blev samtlige folketingsmedlemmer spammet med hundredvis af emails fra Sea Shepherd-tilhængere, og det forsatte i flere dage. Disse havde efter opfordring fra Paul Watson, som etablerede Sea Shepherd, send protestmails til de danske folketingsmedlemmer. Flere MF'ere udtalte på deres Facebook eller Twitter profil om søndagen, at de fik flere mails hvert eneste minut. Enkelte folketingsmedlemmer, som for eksempel Dansk Folkepartis Martin Henriksen, som er næstformand for Folketingets Færøudvalg, modtog dødstrusler i forbindelse med de mange protestmails. Ifølge Socialdemokraternes Astrid Krag modtog hun den 26. juli flere protestmails i minuttet angående grindedrab på Færøerne, de fleste var på engelsk eller fransk. Astrid Krag skrev bl.a. på sin Facebook side, at så vidt hun var bekendt med, så døde langt flere små-hvaler i fiskenet i Danmark om året, end der blev dræbt grindehvaler på Færøerne.
Den 23. september 2016 blev der afsagt dom i straffesagen mod Stichting Sea Shepherd Global i Færøernes Ret angående deres aktion mod den lovlige grindefangst i Sandavágur den 12. august 2015. Retten fandt organisationen skyldig i brud på grindeloven og straffeloven under grindefangsten. Stichting Sea Shepherd Global, som udeblev fra retten, blev dømt til at betale tyve dagbøder på 10.000 kroner hver, og derudover blev RHIB båden Echo og to motorer som var vurderet til 234.000 kroner, beslaglagt. Stichting Sea Shepherd Global blev også dømt til at betale sagsomkostningerne.

## Kritik af Sea Shepherd Conservation Society
Med sin aktivitet mod drab af det vilde havdyreliv (fx hvaler og delfiner) bryder Sea Shepherd Conservation Society sig mod lovgivningen i flere lande. For eksempel japansk fangst af 50 minkhvaler om året til videnskabelige formål, der er sanktioneret af International Whaling Commission. Dette antal står dog i kontrast til Sea Shepherds dokumentation, der redegør for at Japan fanger over 1000 hvaler om året. Et andet eksempel er grindedrab på Færøerne, der er lovligt ifølge færøsk lovgivning og har været praksis på øerne tilbage til 1200-tallet og måske helt tilbage til omkring år 800, da de første mennesker bosatte sig på Færøerne. Man har fundet rester af grindeknogler i vikingefund på Færøerne. Interpol efterlyser Watson på vegne af myndighederne fra Costa Rica. Japan hævder, at Watson har ødelagt et japansk hvalfangerskib i 2010.
Ved pressemødet i Tórshavn 2014 anvendte tre medlemmer af Sea Shepherd dyreetiske argumenter for, hvorfor de mener at slagtning af hvaler bør ophøre. Argumentet går på at den intelligens dyrene har, gør det forkert og uacceptabelt at dræbe hvalerne. I følge Videnskab.dk og Hans J. Hermansen, der er tidligere formand for den færøske grindehvalfangerforening, er grindedrab ikke miljøødelæggelse, miljøet bliver ikke ødelagt af, at ca. 800 grindehvaler årligt, slagtes og skæres op til fødevarer til befolkningen i området. Desuden er grindehvalen ikke en truet dyreart.
Myndigheder som selv fordømmer Japans hvalfangst fx Australien og New Zealand fordømmer Sea Shepherds konfronterende og til tider voldelige taktik. Det samme gør miljøorganisationen Greenpeace.

### Forfattere som ønsker beskyttelse af det vilde havdyreliv
Forfattere som er aktive i Sea Shepherd Conservation Society:
- Morris, David B., Earth Warrior: Overboard with Paul Watson and the Sea Shepherd Conservation Society (Golden, CO: Fulcrum Publishing, 1995). ISBN 1-55591-203-6
- Scarce, Rik, Eco-Warriors: Understanding the Radical Environmental Movement, second revised ed. (1990; Left Coast Press, 2005), Ch. 6. ISBN 978-1-59874-028-8
- Watson, Paul, Earthforce! An Earth Warrior's Guide to Strategy (Los Angeles: Chaco Press, 1993). ISBN 0-9616019-5-7
- Watson, Paul, Ocean Warrior: My Battle to End the Illegal Slaughter on the High Seas (1994; Key Porter Books, 1996). ISBN 978-1-55013-599-2
- Watson, Paul, Seal Wars: Twenty-five Years in the Front Lines with the Harp Seals (2002; Firefly Books, 2003). ISBN 978-1-55297-751-4